# パセナカミッセ
パセナカmisse（パセナカミッセ）とは、福島県福島市置賜町にある複合商業施設である。

## 概要
福島市中心部の繁華街である置賜町のパセオ470に面した地上3階建ての商業ビルであり、館内には多くの飲食店が軒を連ねる。
もともとは飲食街「仲見世」として昭和40年代に大変賑わった場所であったが、JR福島駅前地域から国道13号信夫通りを挟んだ少々離れた場所に位置していたため、客足の減少とそれに伴うテナントの撤退が顕著となり、また当該ビルの老朽化が激しくなってきたことから2010年に閉鎖された。その後、土地を取得した不動産会社（株式会社エスケーコーポレーション）と周辺の商業者らと土地活用について協議し、飲食店だけでなく地域交流スペースや多目的スペースを設けた複合施設として新たな集客を図ることとなり、商業者とそれを支援する中小企業により施設利活用のための特定会社、株式会社仲見世が設立され、福島市が事業主体として行った置賜町地区再開発事業により開業した。

## 館内概要
1階
- 飲食店、物販、美容室・サロン
- FM POCO - パセオ470に面した一角にガラス張りのスタジオがある。
- NPO法人 エフ・スポーツ
- 地域交流スペース
  - 大会議室
  - 中会議室
  - 小会議室

2階
- 飲食店

3階
- NPO法人 エフ・スポーツ（フットサルコート）